# ラストウォー1944 独ソ・フィンランド戦線
ラストウォー1944 独ソ・フィンランド戦線 （ フィンランド語: Kätilö    ）はフィンランドの戦争・恋愛映画。監督はアンティ・ヨキネン。ラップランド戦争前・戦中を題材にしたカティヤ・ケッツのベストセラー小説『助産婦』の映画化作品。 主演はクリスタ・コソネンとラウリ・ティルカネンで、そのほかにピルッカ＝ペッカ・ペテリウス、レーア・クレモラ、セッポ・パーコネン、エリナ・クニヒティラ、トンミ・コルペラ、ヨハンネス・ブロテルスが出演した。ラップランド戦争を背景に、ラップランドの助産師とナチス親衛隊将校との間の恋愛物語を描いている。 この映画は2015年のウォータールー国際歴史映画祭で最優秀映画賞および最優秀女優賞、同年の上海国際映画祭で最優秀女優賞を受賞した。 

## キャスト
- ヘレナ : クリスタ・コソネン
- ヨハネス : ラウリ・ティルカネン
- ジュウニ : ピルッカ＝ペッカ・ペテリウス
- オーネ : レーア・クレモラ
- ビョルネ : セッポ・パーコネン
- ヘタ : エリナ・クニヒティラ
- SS将校ゲーデル : トンミ・コルベラ
- アレクセイ : ヨハンネス・ブロテルス

## 制作
撮影は2014年5月13日にリトアニアで始まった。ヘレナを演じる主演女優のクリスタ・コソネンは、役のためにカメラの前で髪を切った。コソネンはまた、カティヤ・ケッツの小説からフィンランド語の方言を学んだ。 多くの出演者は役作りのため物理的に見た目を変えた。トンミ・コルベラはナチスSS将校を演じるために44ポンド減量し、エリナ・クニヒティラは捕虜であるヘタを演じるために22ポンド減量した。 2015年4月10日、監督のヨキネンはインタビューで映画が完成したことを明らかにした。 

## 受賞
| 賞                                        | 日付          | カテゴリー | 受取人             | 結果 | Ref.  |
| ----------------------------------------- | ------------- | ---------- | ------------------ | ---- | ----- |
| ゴールデンゴブレット賞 （上海国際映画祭） | 2015年6月21日 | 主演女優賞 | クリスタ・コソネン | 受賞 | [ 8 ] |